# Oslo Sentralstasjon

Oslo Sentralstasjon (deutsch Oslo Zentralbahnhof), abgekürzt Oslo S, ist der Hauptbahnhof der Stadt Oslo und der größte Bahnhof in Norwegen.

## Geschichte

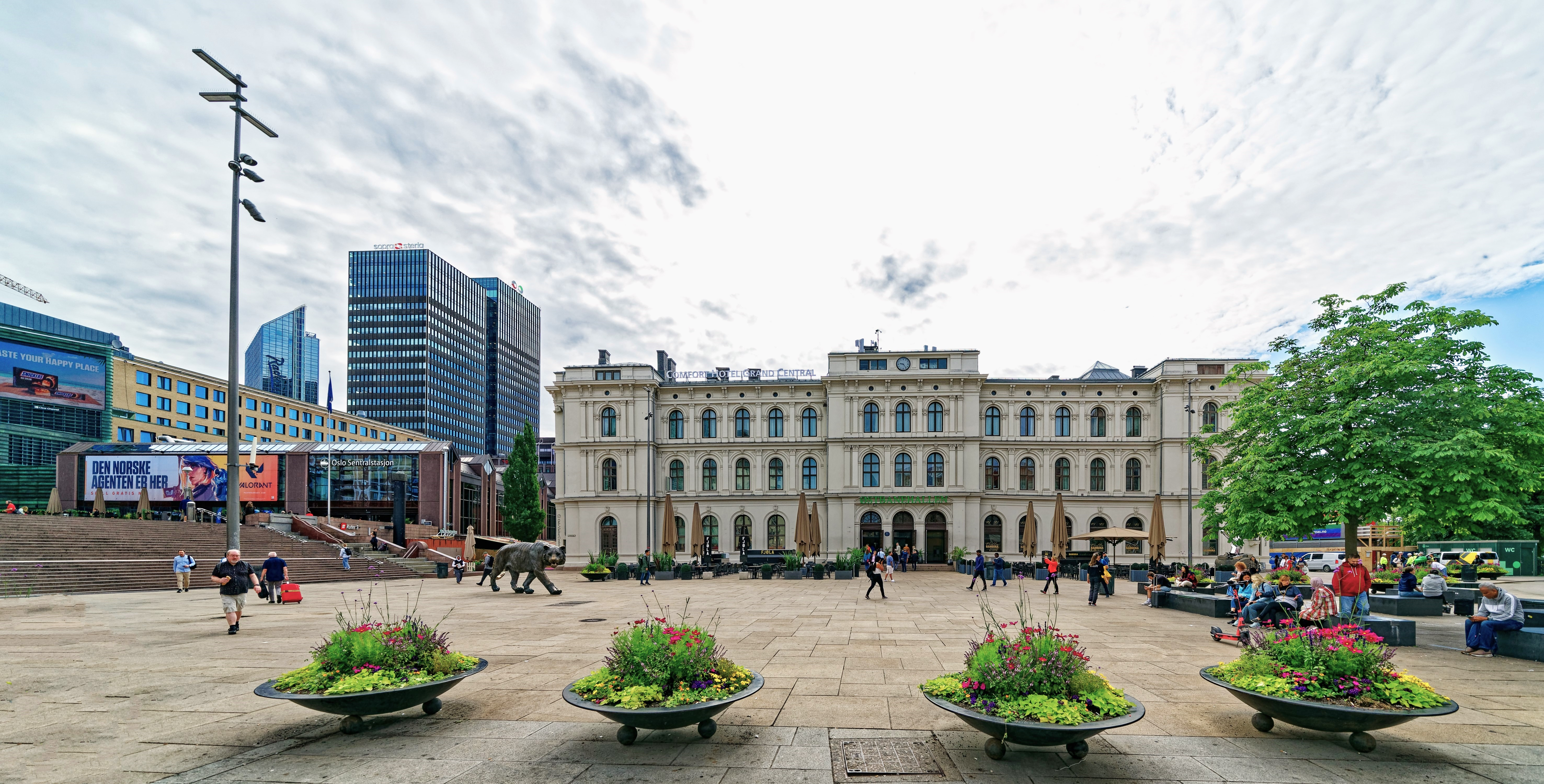
Die neue Sentralstasjon (links) und das alte Bahnhofsgebäude.

Der Bahnhof ist der Nachfolger der 1854 errichteten Østbanestasjonen (Oslo Ø) und wurde 1981 in Betrieb genommen. Mit dieser Baumaßnahme wurden die Fernverkehrsaufgaben des Bahnhofes Vestbanestasjonen (Oslo V) aufgegeben. Die Züge wurden durch den neu gebauten Oslotunnel nach Oslo S geführt.
An diesem Verkehrsknotenpunkt halten neben Fern- und Nahverkehrszügen auch der Flytoget, ein Schnellzug, der die norwegische Hauptstadt mit dem Flughafen Oslo-Gardermoen verbindet, alle fünf U-Bahnlinien (Oslo T-bane), Straßenbahnen und Buslinien des Ballungsraumes Oslo. Die Haltestelle am Bahnhof heißt Jernbanetorget. Täglich nutzen circa 150.000 Reisende diesen Bahnhof.
Der Bahnhof besteht aus drei Hauptgebäuden, die alle miteinander verbunden sind. Diese sind der eigentliche Hauptbahnhof, das Terminal der Flytoget AS und die modernisierte Østbanehallen, der älteste Teil des Komplexes.
Nahezu alle Fernzüge von Vy beginnen oder enden hier.

## Bilder

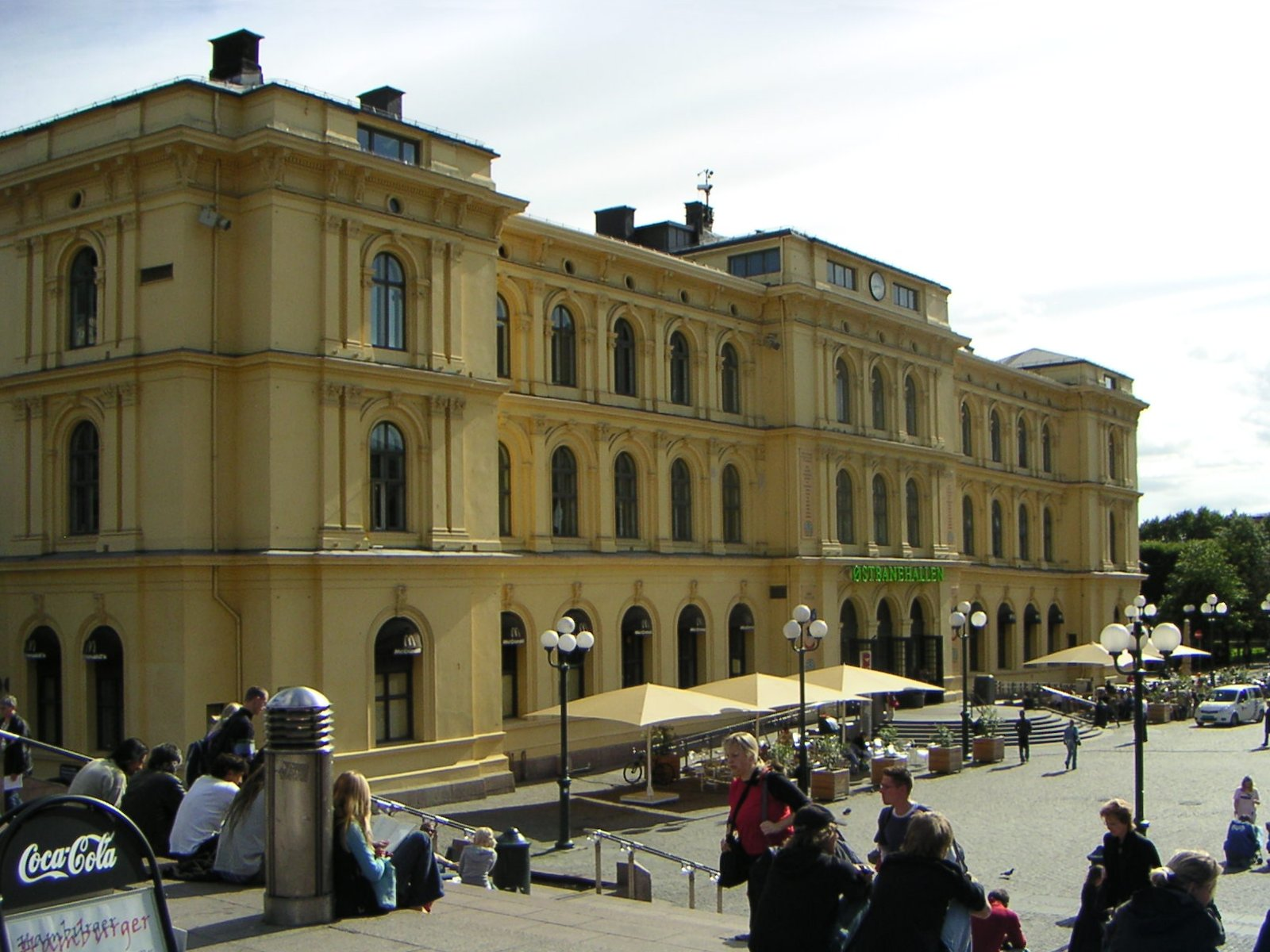
Alter Bahnhof Oslo Ø
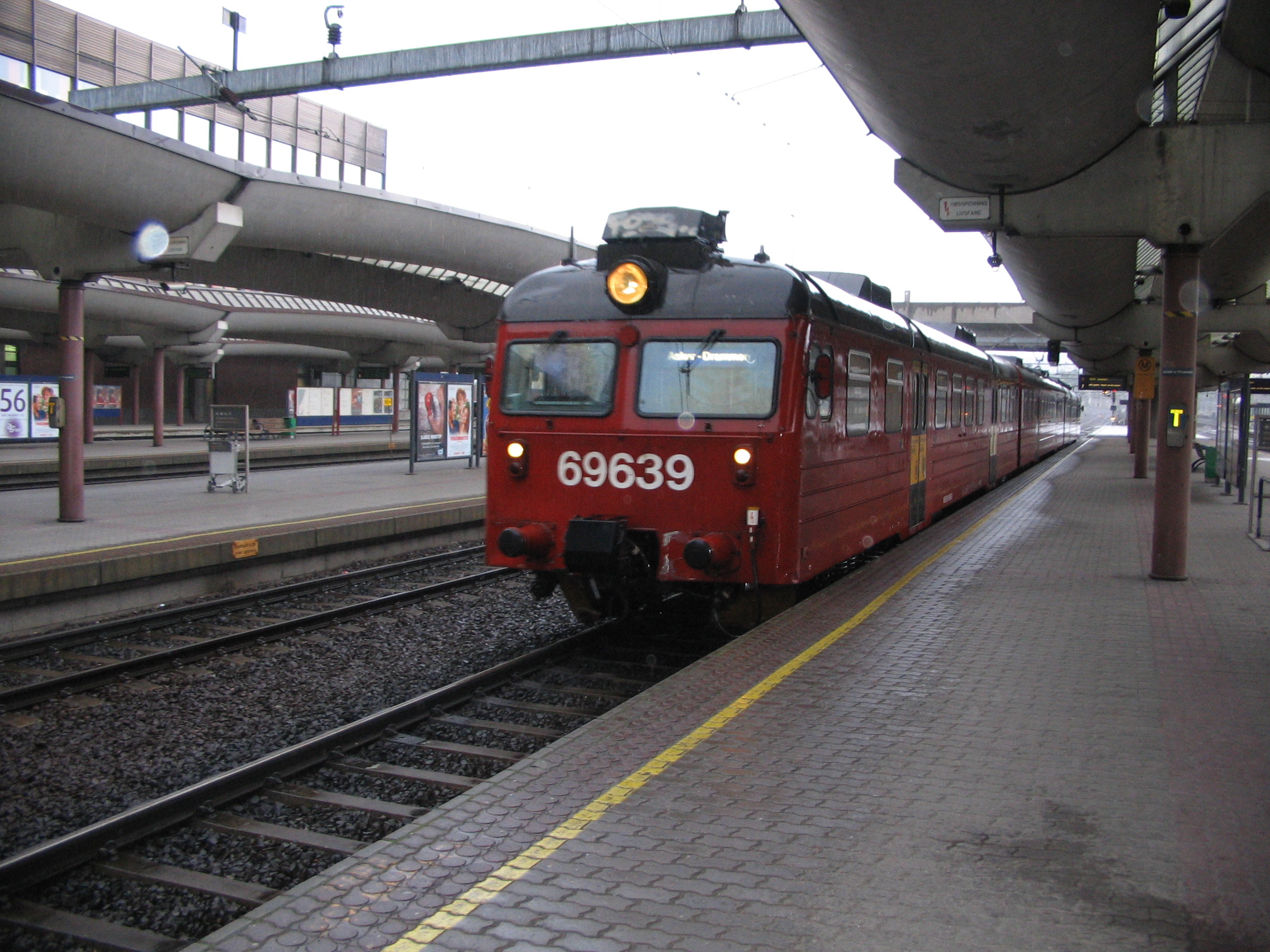
Ein BM69 der NSB in Oslo S
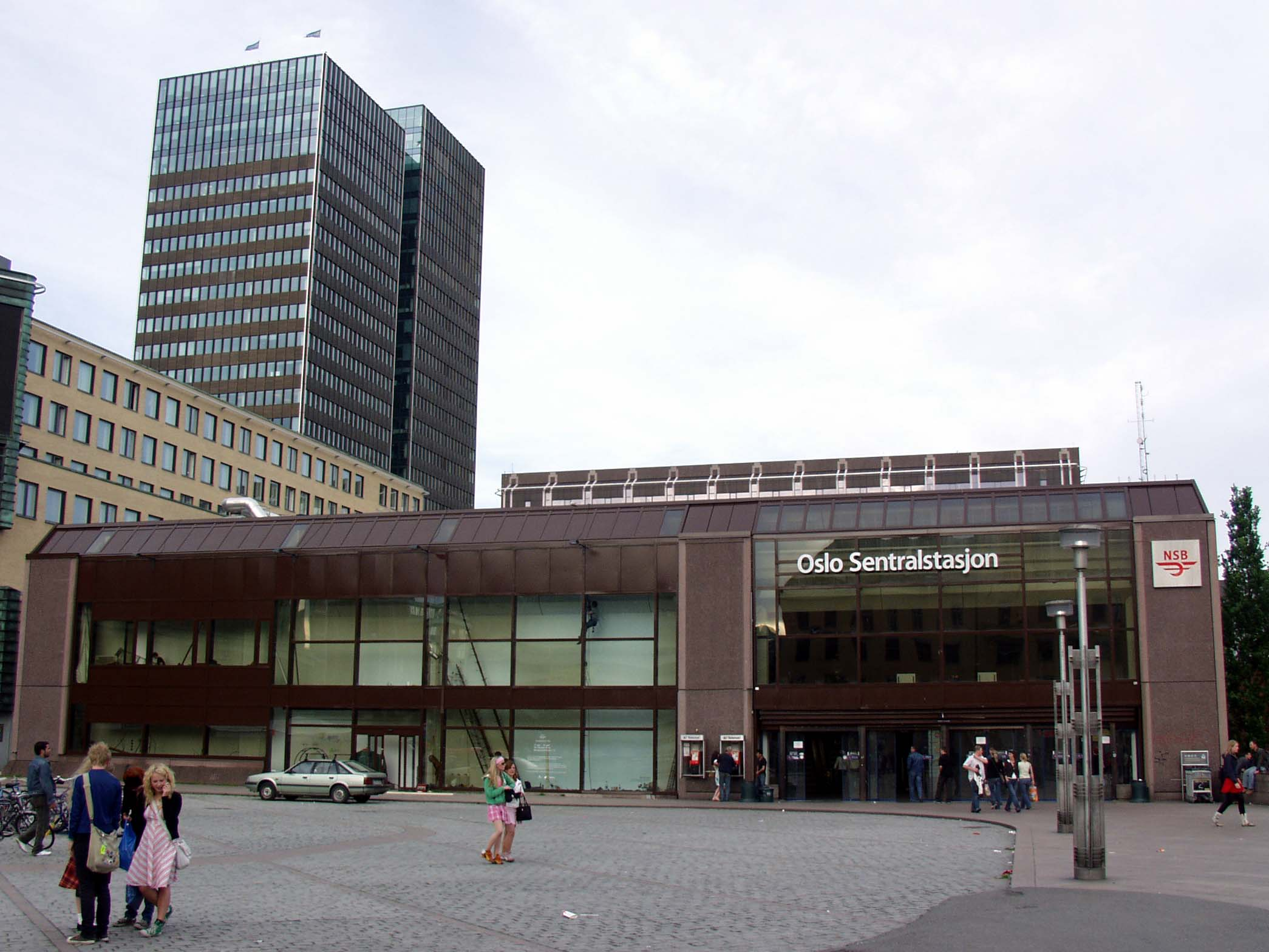
Eingang zum Bahnhof Oslo S
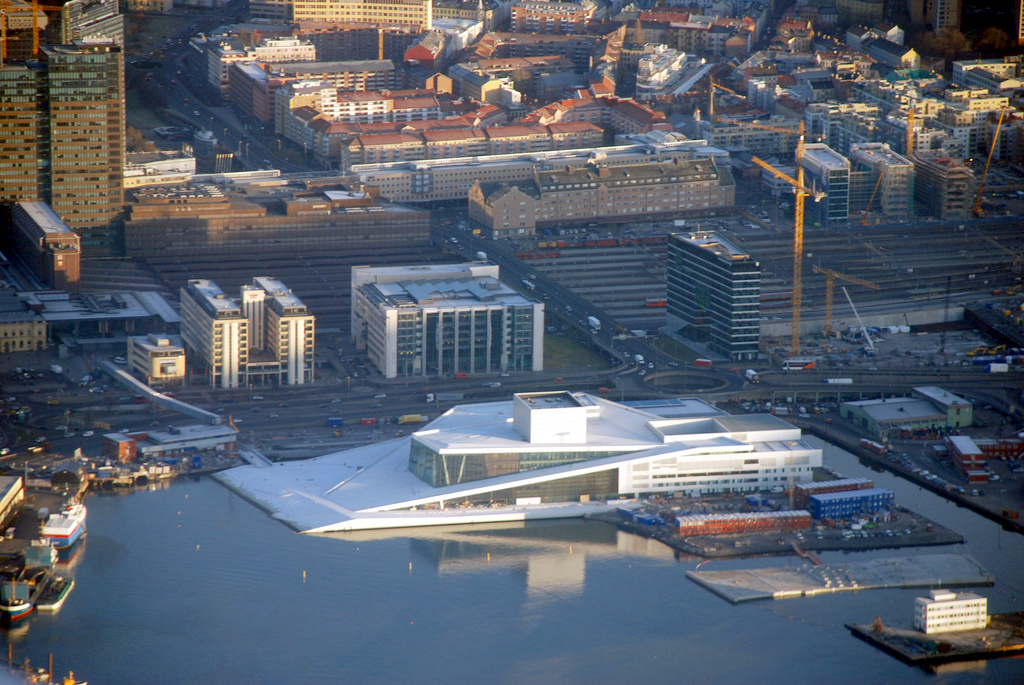
Bjørvika mit Oslo S und dem Opernhaus Oslo
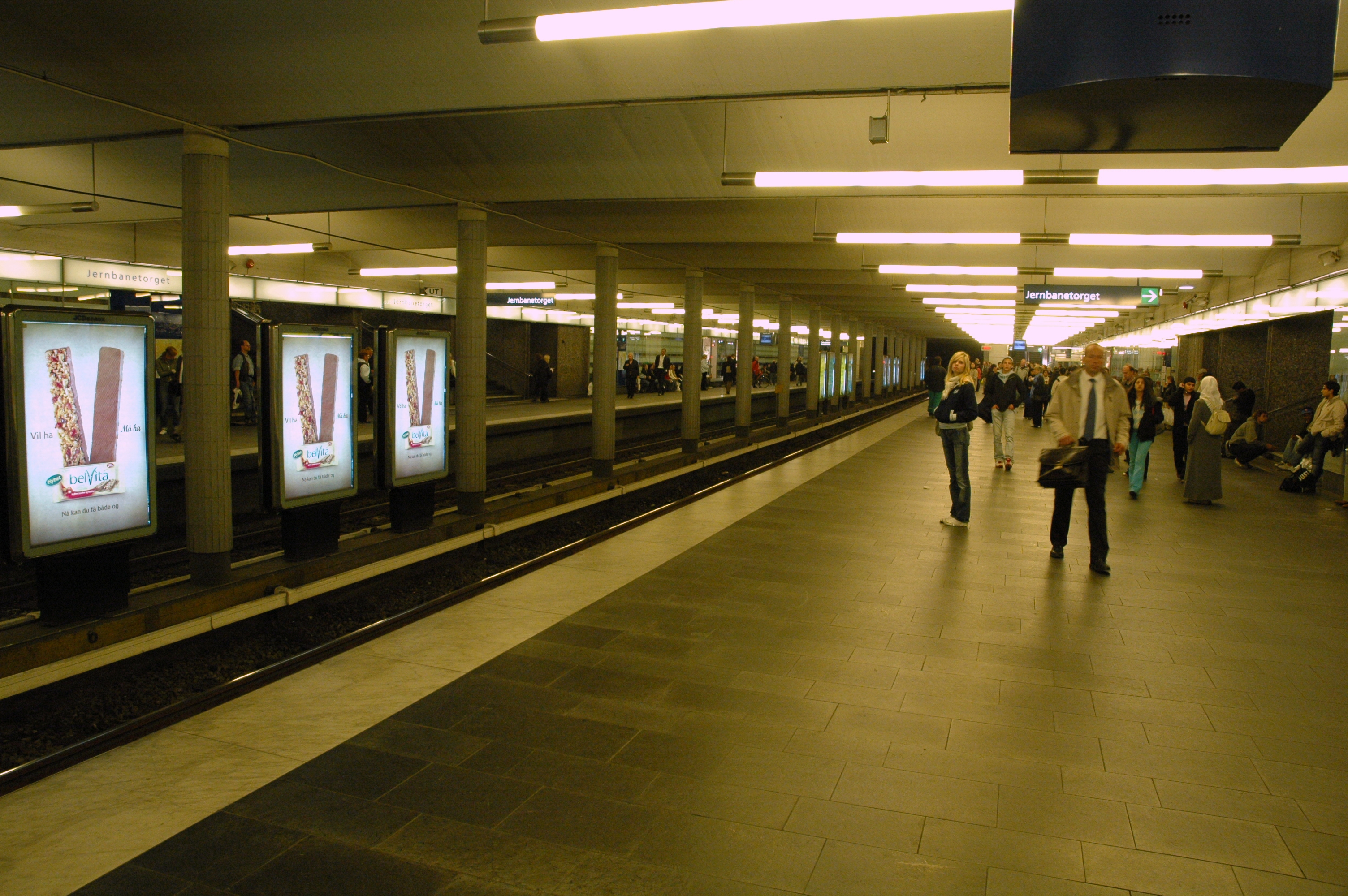
Der U-Bahnhof Jernbanetorget unmittelbar nördlich der Sentralstasjon